# Dolné Mladonice
Dolné Mladonice (in ungherese Alsólégénd) è un comune della Slovacchia facente parte del distretto di Krupina, nella regione di Banská Bystrica.